# Thapsia villosa var. villosa
Thapsia villosa subsp. villosa é uma variedade de planta com flor pertencente à família Apiaceae. 
A autoridade científica da variedade é L., tendo sido publicada em Sp. Pl. 261 (1753).
Os seus nomes comuns são canafrecha, canavoura, tápsia ou tápsia-peluda.

## Portugal
Trata-se de uma variedade presente no território português, nomeadamente em Portugal Continental.
Em termos de naturalidade é nativa da região atrás indicada.

## Protecção
Não se encontra protegida por legislação portuguesa ou da Comunidade Europeia.